# 李实 (经济学家)
李实，北京师范大学教授，浙江大学公共管理学院教授、共享与发展研究院院长，中国收入分配研究院执行院长。主要从事发展经济学与劳动经济学的研究。李实曾入选中国教育部长江学者特聘教授，著有《透视中国农村贫困》、《中国居民收入分配的实证分析》。